# Райан, Дермот
Дермот Райан (порт. Dermot Ryan; 26 июня 1924, Дублин, Ирландия — 21 февраля 1985, Рим, Италия) — ирландский куриальный прелат. Архиепископ Дублина с 29 декабря 1971 по 8 апреля 1984. Про-префект Конгрегации Евангелизации Народов с 8 апреля 1984 по 21 февраля 1985. 